# Lazo (Russia)
Lazo (in russo Лазо?) è un villaggio dell'Estremo Oriente russo (Territorio del Litorale). È il centro amministrativo del distretto Lazovskij.
Situato lungo il fiume Kievka. La distanza da Vladivostok (su strada) è di 230 km.